# Erich Lammert

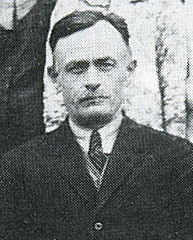
Anton Lammert, 1940

Erich Lammert, Pseudonym für Adam Anton Emmerich Lammert (* 12. Juni 1912 in Merczyfalva (deutsch Mercydorf), Königreich Ungarn, Österreich-Ungarn; † 27. Februar 1997 in Siegen), war deutscher Heimatforscher und Volkskundler der Banater Schwaben sowie Arzt.

## Leben
Lammert war Sohn des Volksschullehrers Anton Lammert und dessen Ehefrau Amalie (geborene Neumann). Er besuchte das Piaristengymnasium in Timișoara. Nach dem Abitur 1930 studierte er Humanmedizin und Naturwissenschaften in Wien, Freiburg im Üechtland und Marburg an der Lahn. Er promovierte 1936 in Innsbruck zum Doktor der Medizin und arbeitete danach bis 1941 im ostpreußischen Königsberg, worauf er sich als selbstständiger Arzt in Timișoara niederließ. Daneben war er von 1941 bis 1944 Schularzt und Hygienelehrer am Timișoaraer Realgymnasium tätig. Während dieser Zeit nahm er wiederholt an Einsätzen des rumänischen Heeres an der Ostfront des Zweiten Weltkriegs teil.
1945 wurde er als Zwangsarbeiter in die Sowjetunion verschleppt und betätigte sich dort bis 1948 als Lagerarzt in einem zivilen und in mehreren Kriegsgefangenenlagern. Von 1949 bis 1972 wirkte Lammert als Kreis- beziehungsweise Bezirksarzt in Periam. 1973 trat er in den Ruhestand und übersiedelte 1985 nach Deutschland.
Lammert war Mitglied der „Rumänischen Gesellschaft für Medizingeschichte“. Neben seiner Tätigkeit als Arzt betrieb Lammert Studien auf volks- und sprachkundlichem, kulturhistorischem und medizingeschichtlichem Gebiet. Lammert galt als Kenner der Banatschwäbischen Mundarten, der Volkskunde und Geschichte der Banater Schwaben. Seine Aufsätze und Arbeiten erschienen in zahlreichen Publikationen.

## Veröffentlichungen (Auswahl)
- Aus dem schwäbischen Schimpflexikon. Tiermetaphern: Für den praktischen Gebrauch nicht unbedingt zu merken. In: Neue Banater Zeitung, Kulturbote, 26. Juni 1975
- Banater Quellen zur Transmigration österreichischer Protestanten nach Siebenbürgen. In: Forschungen zur Volks- und Landeskunde 19, 1976, S. 54–58.
- Die Krankheit mit denen Beulen. In: Neuer Weg, Bukarest, Ausgaben vom 30. September 1978, S. 7–9, und 14. Oktober 1978, S. 12.
- Heide und Hecke, In: Hans Gehl (Hrsg.): Heide und Hecke. Beiträge zur Volkskunde der Banater Schwaben, Band 1, Facla Verlag, Timișoara, 1973.
- Julbock - Capra - Habergeiß. In: Hans Gehl (Hrsg.): Heide und Hecke. Beiträge zur Volkskunde der Banater Schwaben. Bd. 1, Facla Verlag, Timișoara, 1973.
- Einiges über Volksbräuche. In: Hans Gehl (Hrsg.): Handwerk und Brauchtum. Beiträge zur Volkskunde der Banater Deutschen. Bd. 2, Facla Verlag, Timișoara, 1975, S. 86–108.
- Banater Volksmedizin und Krankheitsaberglaube. In: Hans Gehl (Hrsg.): Schwäbischer Jahreslauf. Beiträge zur Volkskunde der Banater Deutschen und der Sathmarer Schwaben. Band 3, Facla Verlag, Timișoara 1978, S. 186–221.
- Entwicklung des schwäbischen Hauses. In: Hans Gehl (Hrsg.): Schwäbische Familie. Beiträge zur Volkskunde der Banater Deutschen, Band 4, Facla Verlag, Timișoara, 1981, S. 92–112.
- Banater Beinamen und Namen einiger Kulturpflanzen. In: Hans Gehl (Hrsg.): Schwäbisches Volksgut. Beiträge zur Volkskunde der Banater Schwaben, Band 5, Facla Verlag, Timișoara, 1984, S. 149–172.
- Der Slang von Temeswar, Periam, 1980.
- Chronik der Gemeinde Perjamosch bis 1982, 2003.

## Bewertung
Der Schriftsteller und Ethnologe Walther Konschitzky urteilte 2012: „In ihrer Gesamtheit ergeben Erich Lammerts Studien zur Geschichte und Kulturgeschichte der Banater Deutschen ein komplexes, anschaulich und eindringlich gezeichnetes Bild des ‚Universums Dorf‘ in seiner zeitnahen Ausprägung und seiner historischen Entwicklung. Der Autor widmete sich sehr unterschiedlichen Bereichen der Kultur des ländlichen Raumes – der Sprachforschung, Ethnologie, Lokal- und Medizingeschichte –, und in allen erweist er sich nicht allein als profunder Kenner seiner deutschen Landsleute; sein interethnisches Interesse eröffnet auch eine in den siebziger Jahren im Banat noch weitgehend neuartige Betrachtung und Wertung regionaler Gemeinsamkeiten und Unterschiede in der Lebenswelt der Ethnien dieses vielsprachigen und multikonfessionellen Raumes.“